# 美路甸·泰拿華斯
美路甸·泰拿華斯（簡稱美奇，Milutin Trnavac，1979年05月13日—），生於前南斯拉夫克拉列沃，塞爾維亞足球運動員，司職中場。

## 球員生涯
美奇生於前南斯拉夫克拉列沃，1997年於塞爾維亞球會克拉列沃展開球員生涯，一年後轉投薩德。2003年，美奇首次出國發展，加盟阿塞拜疆球隊阿帕丁。2004年，返國加盟馬拿杜斯特，其後轉投茲雷尼亞寧。美奇於2008年再次出國，到匈牙利球隊沙勒格斯基，2009年重返母會克拉列沃效力。2010-11年度球季，美奇在妻子臨盆之際再次出國發展，加盟香港甲組足球聯賽「升班馬」屯門。2010年廣州亞運舉行期間，香港甲組足球聯賽正值暫停空檔，美奇獲屯門准許返回塞爾維亞探望妻子及首次見到兒子。

## 外部連結
- 香港足球總會網頁球員註冊資料 （页面存档备份，存于）